# ROKS Dae Jo-yeong
Le ROKS Dae Jo-yeong (DDH-977) est un destroyer de la marine de la république de Corée, troisième navire de la classe Chungmugong Yi Sun-sin. Il est nommé d’après Dae Jo-yeong.

## Conception
Le KDX-II fait partie d’un programme de construction beaucoup plus vaste visant à transformer la ROKN en une marine de haute mer. On dit qu’il s’agit du premier navire de combat majeur furtif de la ROKN et qu’il a été conçu pour augmenter considérablement les capacités de la ROKN.

## Carrière
Le ROKS Dae Jo-yeong a été construit par Daewoo Shipbuilding & Marine Engineering, lancé le 12 novembre 2003 et mis en service le 30 juin 2005.
Les ROKS Dae Jo-yeong, ROKS Park Wi (S-065) et ROKS Yulgok Yi I (DDG-992) ont participé à l’exercice RIMPAC 2018, qui a duré du 27 juin au 2 août 2018.

## Galerie

Galerie ROKS Doe Jo-yeong
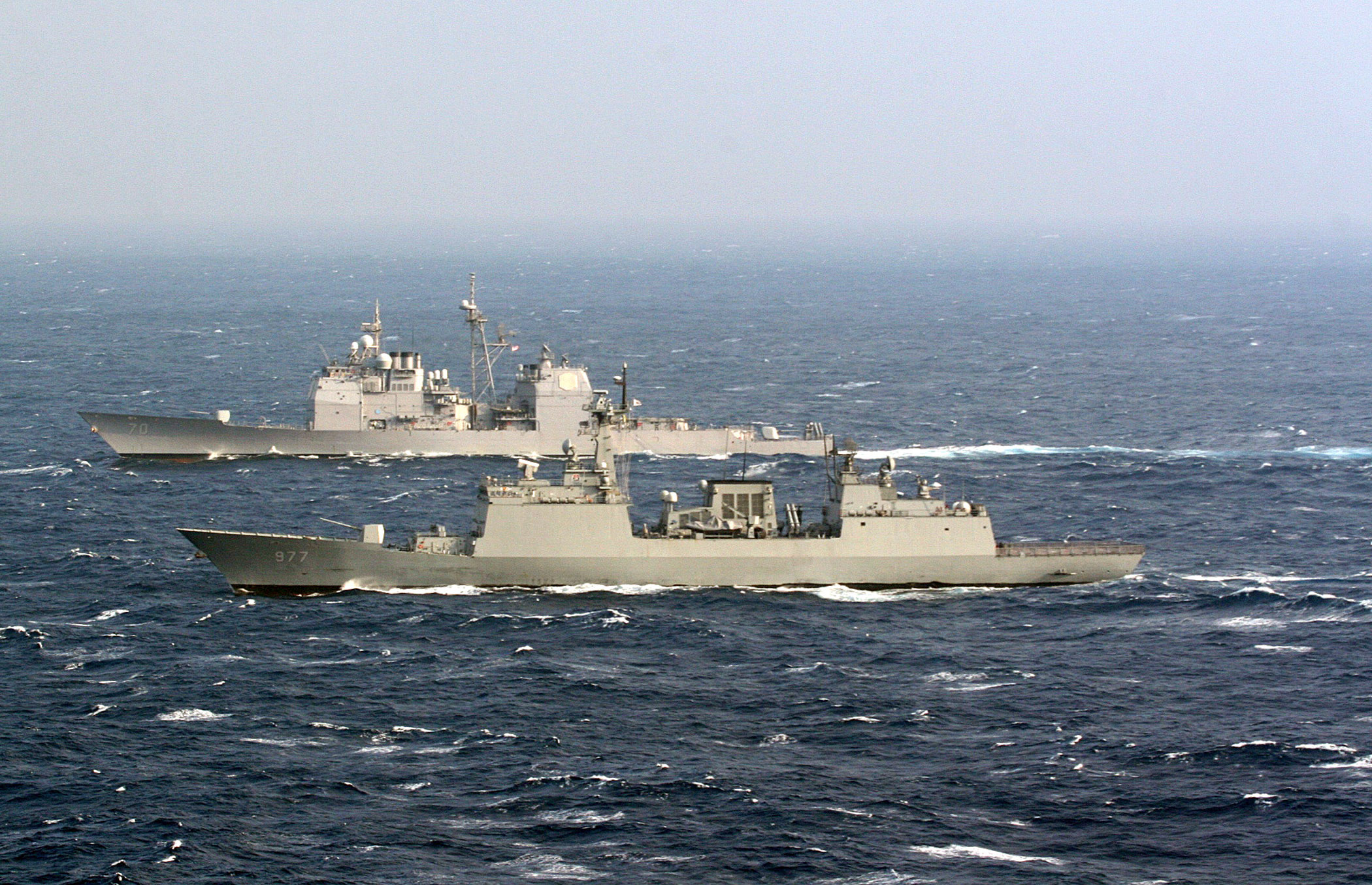
Le ROKS Doe Jo-yeong aux côtés de l’USS Lake Erie (CG-70) lors d’exercices de communication et de postes de manœuvre le 13 janvier 2010.
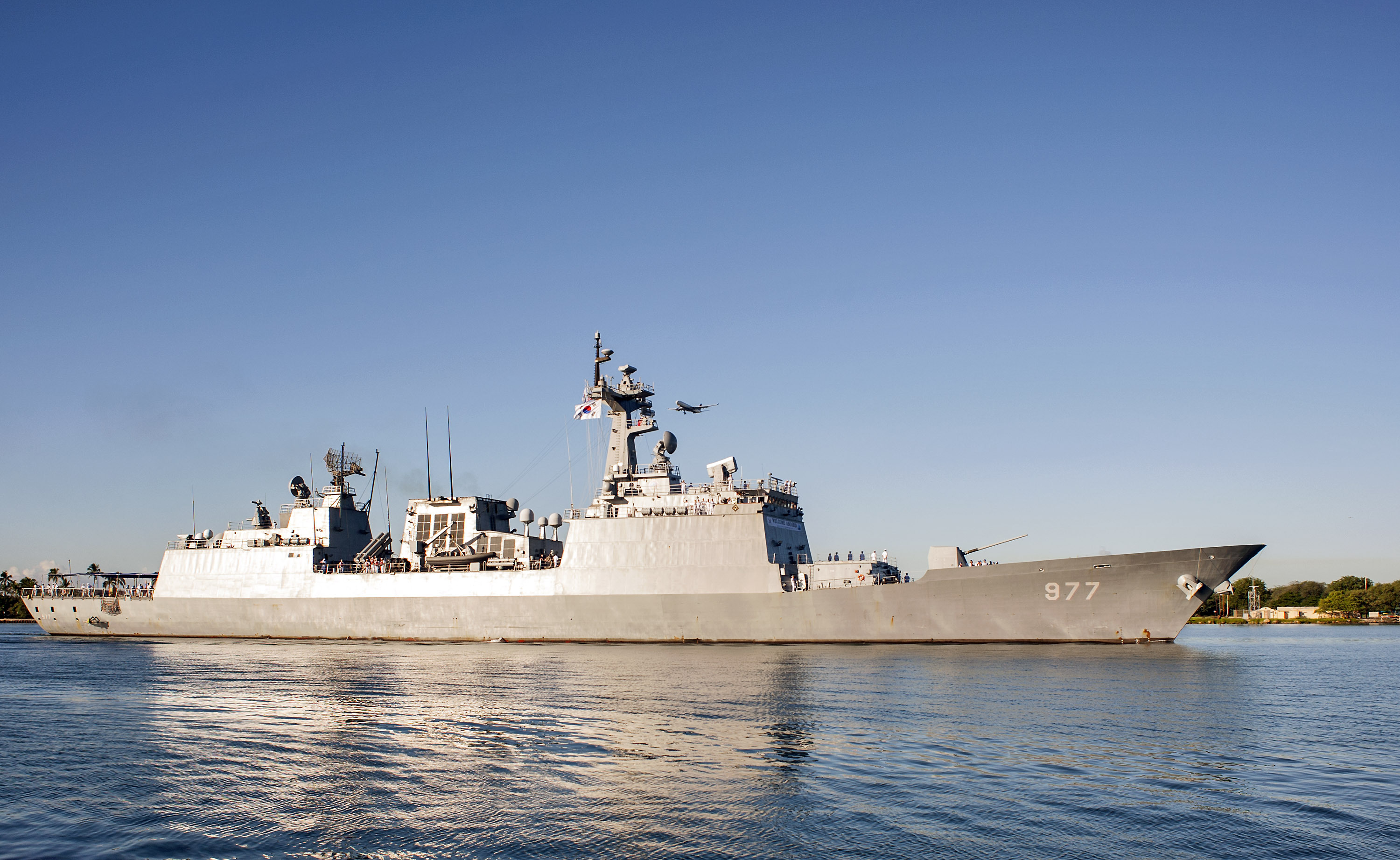
Le ROKS Dae Jo-yeong arrivant à Pearl Harbor pour le National Memorial Cemetery of the Pacific le 22 novembre 2013.
L’USS Ashland (LSD-48) transite par la mer de Chine orientale avec le ROKS Dae Jo-yeong lors d’un exercice photo le 27 mars 2014.